# Bo Willners
Bo Birger Willners, född 24 februari 1900 i Stockholm, död 24 juni 1990 i Lidingö, var en svensk radioman och författare.

## Biografi
Willners, som var son till musikdirektör Axel Willners och Alida Person, avlade studentexamen 1918 och studerade därefter språk utomlands. Han var programledare vid Sveriges radio 1928–1965 och chefsassistent där. Han startade Radiotjänsts grammofonavdelning och programpunkten Grammofontimmen år 1928 Han var sekreterare i Radionämnden 1945–1958, föreståndare för Radioskolan 1948–58 samt sekreterare och verkställande ledamot i Radiohjälpskommittén 1950–1965. 
Bo Willners var ledamot av styrelsen och arbetsutskottet i Riksföreningen mot cancer 1951–1968 och adjungerad ledamot av arbetsutskottet inom Svenska Röda Korsets överstyrelse 1965–1974. Bo Willners är begravd på Lidingö kyrkogård.